# ایلینا روپر
ایلینا روپر (فرانسوی: Iliana Rupert‎؛ زادهٔ ۱۲ ژوئیهٔ ۲۰۰۱) بازیکن بسکتبال اهل فرانسه است.
وی در مسابقات کشوری و بین‌المللی در مجموع برندهٔ ۲ مدال نقره، ۱ مدال برنز شده‌است.